# Карпєєв Михайло Полікарпович
Михайло Полікарпович Карпєєв (21 листопада 1922, Якимове, Чебоксарська волость, Чебоксарский повіт, Чуваська АO, Росія — 7 червня 2021, Харків, Україна) — полковник Радянської Армії, учасник Німецько-радянської війни, Герой Радянського Союзу (1945), генерал-майор авіації Збройних сил України.

## Життєпис
Народився 21 листопада 1922 року в селі Якимове (нині — у межах міста Чебоксари). У 1940 р. закінчив середню школу № 4 й аероклуб в Чебоксарах. У жовтні того ж року був призваний на службу до РСЧА. У 1941 р. прискореним курсом закінчив Свердловську військову авіаційну школу пілотів. Брав участь в боях на Ленінградському, Південному, 4-му Українському і 3-му Білоруському фронтах. Під час боїв під Ленінградом у лютому 1942 р. був важко поранений.
До травня 1945 р. був заступником командира і одночасно штурманом ескадрильї 75-го гвардійського штурмового авіаполку (1-ї гвардійської штурмової авіаційної дивізії, 1-ї повітряної армії, 3-го Білоруського фронту). Виконав 350 бойових вильотів, з них 110 — на штурмовику Іл-2. Знищив 25 танків, 27 гармат, 40 автомобілів, 60 залізничних вагонів з технікою і живою силою противника, понад 300 солдатів і офіцерів нацистської армії.
Указом Президії Верховної Ради СРСР від 29 червня 1945 р. гвардії лейтенант Михайло Карпеев був удостоєний звання Героя Радянського Союзу з врученням ордена Леніна за номером 55021 і медалі "Золота зірка " за номером 8727.
Після закінчення війни продовжив службу в Радянській армії. У 1946 р. закінчив курси підвищення кваліфікації командирів ескадрилій, у 1952 р. — Військово-повітряну академію.
У 1952—1954 рр. обіймав посаду заступника начальника навчально-льотної підготовки Качинського військового авіаційного училища льотчиків (місто Мічурінськ). У 1954—1960 рр. був начальником відділу навчально-льотної підготовки Ворошиловградського вищого військового авіаційного училища льотчиків. У 1960—1966 рр. обіймав посаду начальника навчально-льотного відділу Харківського вищого військового авіаційного училища льотчиків.
У 1962—1966 рр. був у спеціальному відрядженні в Афганістані. Після повернення у 1966—1978 рр. очолював кафедру тактики в Харківському вищому військовому авіаційному училищі льотчиків. У квітні 1978 р. був звільнений в запас у званні полковника.
У 1979—1993 рр. працював старшим інженером на Харківському тракторному заводі, у 1993—1995 рр. — диспетчером Роганської КЕЧ.
Указом Президента України від 29 квітня 2005 р. № 730/2005 йому було надано військове звання генерал-майора авіації Збройних сил України.
Помер 7 червня 2021 року у віці 98 років у Харкові. Був похований 9 червня на кладовищі смт Рогань Чугуївського району Харківської області.

## Нагороди
Нагороджений двома орденами Червоного Прапора, орденом Олександра Невського, двома орденами Вітчизняної війни I ступеня, орденами Червоної Зірки, «За Службу Батьківщині в Збройних Силах СРСР» 3-го ступеня; орденом Богдана Хмельницького III ступеня, медалями.
Почесний громадянин Харкова.